# Cantone di Villard-de-Lans
Il Cantone di Villard-de-Lans era una divisione amministrativa dell'arrondissement di Grenoble.
A seguito della riforma approvata con decreto del 18 febbraio 2014, che ha avuto attuazione dopo le elezioni dipartimentali del 2015, è stato soppresso.

## Composizione
Comprendeva i comuni di:
- Autrans
- Corrençon-en-Vercors
- Engins
- Lans-en-Vercors
- Méaudre
- Saint-Nizier-du-Moucherotte
- Villard-de-Lans